# Come and Get It (film)
Come and Get It is een Amerikaanse dramafilm, geregisseerd door Howard Hawks, Richard Rosson en William Wyler. In de film, die in 1936 in première ging, spelen onder anderen Edward Arnold, Joel McCrea en Frances Farmer. De film was gebaseerd op de gelijknamige roman van Edna Ferber.

## Verhaal
Het verhaal begint in 1884 en focust zich op de rusteloze Barney Glasgow (Edward Arnold), zeer ambitieus en iemand die zich door niets laat tegenhouden om zijn doel te bereiken. Hij klimt op van houthakker tot hoofd van de houtverwerkende industrie. Om zo ver te komen beëindigt hij zijn relatie met Lotta Morgan (Frances Farmer), zijn ware liefde. In plaats daarvan trouwt hij met Emma Louise Hewitt (Mary Nash), de dochter van zijn baas Jed Hewett (Charles Halton). Uit het huwelijk wordt een zoon geboren, Richard (Joel McCrea). Zijn vriend Swan Bostrom (Walter Brennan), trouwt met Lotta en ze krijgen een dochter die ze ook Lotta noemen (ook gespeeld door Frances Farmer).
Na ruim twintig jaar ontmoet Barney zijn vriend Swan, inmiddels weduwnaar geworden. Zijn dochter Lotta lijkt echter sprekend op haar moeder en Barney hoopt dat hij het verleden kan doen herleven. Maar als zijn zoon Richard Lotta ontmoet, raakt die op zijn beurt sterk in haar geïnteresseerd. Een al broeiend conflict tussen vader en zoon over de manier waarop Barney omgaat met de natuur, krijgt een extra impuls.

## Trivia
- Producer Samuel Goldwyn moest twee operaties ondergaan aan het begin van de opnames. Regisseur Howard Hawks maakte van de gelegenheid gebruik om scriptschrijver Jules Furthman opdracht te geven het verhaal te veranderen in een liefdesverhaal in plaats van maatschappelijk geëngageerd. Na de terugkomst van Goldwyn ontdekte deze de veranderingen, ontsloeg Hawks en gaf William Wyler opdracht de film af te maken. Deze stribbelde tegen, omdat hij vond dat er geen goede film meer van kon worden gemaakt. Hij kwam echter niet onder de druk van Goldwyn uit en na nog veertien opnamedagen voltooide hij de film.
- De Oscar voor Walter Brennan was de eerste die werd toegekend aan Best Actor in a Supporting Role. Het lijkt er echter wel op dat Brennan deze, en ook zijn twee latere Oscars, heeft kunnen winnen doordat de Screen Extras Guild in die tijd nog stemrecht hadden. Omdat Brennan lang als figurant had gespeeld en erg populair bij de figuranten was, kreeg hij veel van hun stemmen.
- De wereldpremière had plaats in het Liberty Theatre in Seattle, Washington. Frances Farmer heeft daar gewerkt als ouvreuse.

## Rolverdeling
| Acteur         | Personage                  |
| -------------- | -------------------------- |
| Edward Arnold  | Barney Glasgow             |
| Frances Farmer | Lotta Morgan/Lotta Bostrom |
| Walter Brennan | Swan Bostrom               |
| Joel McCrea    | Richard Glasgow            |
| Mary Nash      | Emma Louise Glasgow        |
| Andrea Leeds   | Ewie Glasgow               |